# Гульт
Гульт (фр. Goult) — коммуна во французском департаменте Воклюз региона Прованс — Альпы — Лазурный Берег. Относится к кантону Горд. 

## Географическое положение

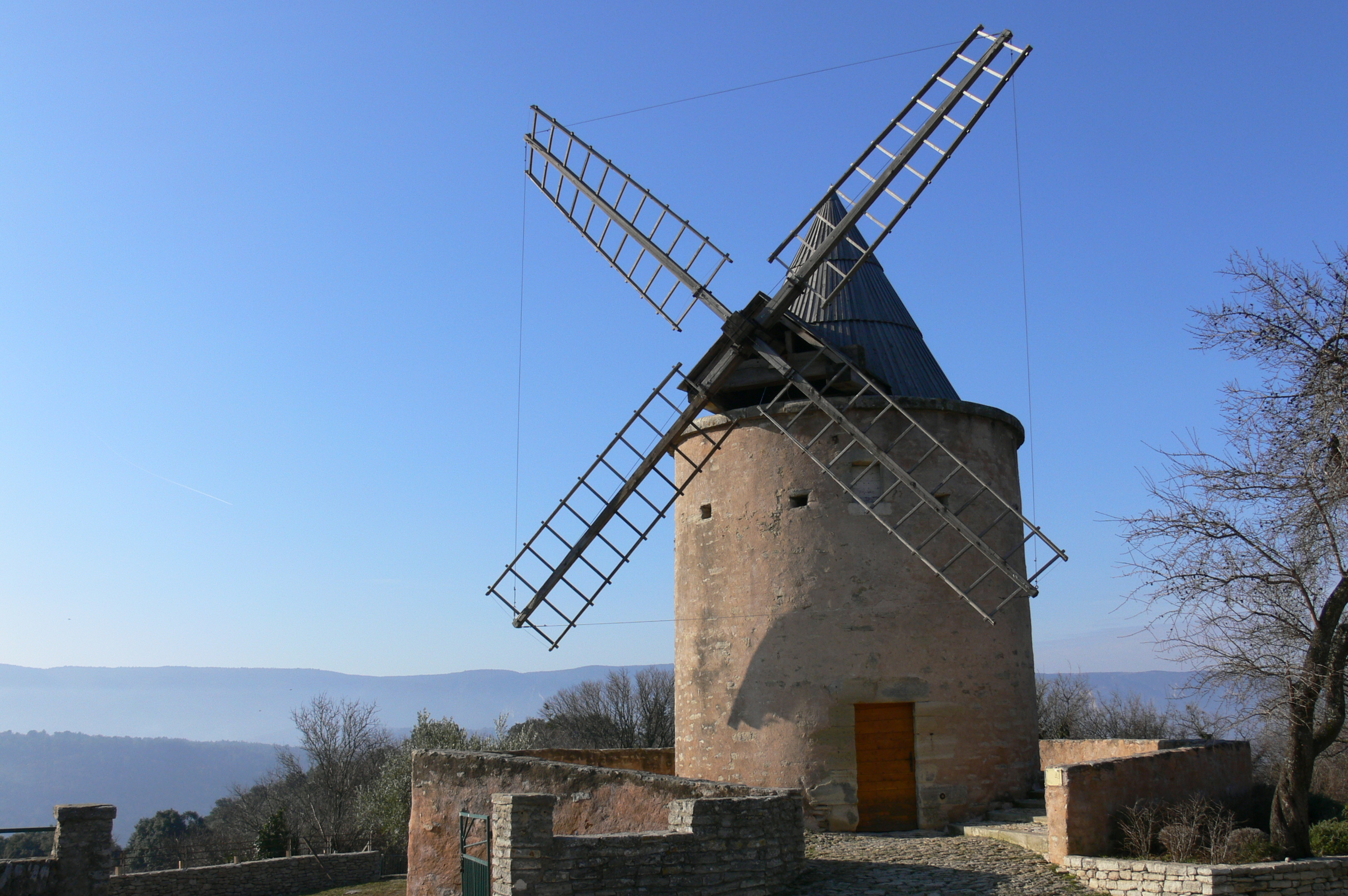
Мельница де Жерюсалан.

Гульт расположен в 36 км к юго-востоку от Авиньона. Соседние коммуны: Руссийон на северо-востоке, Лакост на юго-востоке, Менерб на юго-западе, Оппед и Бометт на западе, Сен-Панталеон и Горд на северо-западе.
Коммуна находится в центре регионального природного парка Люберон. На севере от Гульта возвышаются горы Воклюз. В окрестностях находятся многочисленные хутора, из которых наиболее крупными являются Люмьер и Сен-Веран.

### Гидрография
Территория коммуны богата на реки. Её пересекают Калавон, Имерг, приток Имерга Рубин и приток Калавона Риэль.

## Демография
Население коммуны на 2010 год составляло 1161 человек.
| 1962 | 1968 | 1975 | 1982 | 1990 | 1999 | 2010 |
| ---- | ---- | ---- | ---- | ---- | ---- | ---- |
| 898  | 945  | 1051 | 1109 | 1281 | 1279 | 1161 |

## Достопримечательности
- Часовая башня.
- Мельница де Жерюсалан.
- Церковь Сен-Себастьян, XII век.
- Замок Гульт, построен в XIII веке, переделан в XVII и XIX веках.
- Часовня Нотр-Дам-де-Люмьер, XVII век.
- Часовня Сен-Веран в романском стиле, XI—XII века; переделана в XVIII веке.
- Археологический домен Юбак, периода неолита.